# Wie vor Jahr und Tag
Wie vor Jahr und Tag ist das sechste Album des deutschen Liedermachers Reinhard Mey und erschien 1974.

## Inhalt
Das Album enthält das wohl bekannteste Lied von Reinhard Mey, Über den Wolken. Im selben Jahr ging Mey auf Tournee. Eine Konzertaufnahme aus der Philharmonie Berlin erschien im selben Jahr als Live-Album 20:00 Uhr. Es enthält die Lieder des Albums Wie vor Jahr und Tag in einer Live-Fassung (bis auf Aber deine Ruhe findest du trotz alledem nicht mehr).
Im Folgejahr 1975 veröffentlichte Intercord Lieder dieses Albums auf Niederländisch für den niederländischen Markt auf dem Album Als de dag van toen.
Mey schrieb alle Lieder selbst, mit Ausnahme von Susann. Dieses Lied stammte ursprünglich von dem schweizerischen Liedermacher Toni Vescoli, mit dem Mey auch TV-Sendungen produzierte. Für das Album Wie vor Jahr und Tag übertrug Mey den im Original schweizerdeutschen Text ins Hochdeutsche.

## Titelliste
1. Was kann schöner sein auf Erden, als Politiker zu werden – 3:05
2. Susann – 3:00
3. Ich bin Klempner von Beruf – 3:25
4. Zwei Hühner auf dem Weg nach vorgestern – 3:25
5. Der alte Bär ist tot und sein Käfig leer – 5:30
6. Mein Testament – 4:37
7. Wie vor Jahr und Tag – 4:36
8. Über den Wolken – 3:45
9. Es gibt keine Maikäfer mehr – 4:12
10. Wie ein Baum, den man fällt – 3:43
11. Aber deine Ruhe findest du trotz alledem nicht mehr – 3:47
12. Die Zeit des Gauklers ist vorbei – 4:15

## Auszeichnungen
Das Album erhielt 1975 Gold.

## Trivia
Das Lied Aber deine Ruhe findest du trotz alledem nicht mehr sang Mey 1973 für die ARD-Fernsehlotterie.
Aufgrund des landwirtschaftlichen Pestizideinsatzes von DDT in den 1950er und 1960er Jahren waren Maikäfer in der ersten Hälfte der 1970er Jahre nur noch sehr selten anzutreffen. Dies verarbeitete Mey in seinem Lied Es gibt keine Maikäfer mehr, mit dem er quasi ein Requiem auf diese Käferart sang (mit Der alte Bär ist tot und sein Käfig leer das zweite Lied dieser Art auf dem Album). Der Liedtitel ging in die Umgangssprache ein. Der Spiegel berichtete mehrfach, dabei bezugnehmend auf dieses Lied, dass es inzwischen giftresistente Maikäferstämme gebe. Reinhard Meys Musikverlag heißt in Anlehnung Maikäfer Musik Verlagsgesellschaft. 1994 nahm Mey das Thema noch einmal auf mit dem Lied Maikäfer fliege.